# ۱۱۶۴ (خورشیدی)
۱۱۶۴ هزار و صد و شصت و چهارمین سال هجری خورشیدی است.